# Gary Miller-Zinkgraf
Gary Miller-Zinkgraf ist ein ehemaliger US-amerikanischer Basketballspieler.

## Werdegang
Der 2,01 Meter große Flügelspieler stand während seines Studiums an der University of Wisconsin zwischen 1978 und 1982 in der Basketballmannschaft der Hochschule. In 38 Einsätzen kam er auf jeweils 1,4 Punkte und Rebounds je Begegnung.
Miller-Zinkgraf spielte in der Saison 1984/85 für den deutschen Zweitligisten TV Langen und trug zum Aufstieg der Mannschaft in die Basketball-Bundesliga bei, während er in Langen auch als Jugendtrainer beschäftigt war. Er nahm anschließend in Chicago ein Studium der Rechtswissenschaft auf, verstärkte aber in der Saison 1985/86 zeitweise den TV Langen in der Bundesliga, indem er zu Spielen eingeflogen wurde und jeweils kurz danach wieder abreiste. Beruflich wurde er im US-Bundesstaat Maryland als Anwalt tätig.